# Митрополит аустралијско-новозеландски Силуан
Силуан (световно Александар Мракић; Сиднеј, Аустралија, 17. септембар 1979) је архиепископ сиднејско-велингтонски и митрополит аустралијско-новозеландски.

## Биографија
Архимандрит мр Силуан, у цивилу Александар, потиче из херцеговачке породице Мракића из завалског засеока Будим До, Требињског среза. Рођен је 17. септембра 1979. године, у Сиднеју (Аустралија), од оца Вељка и мајке Јање рођ. Вукановић, а крштен је исте године у Цркви Светог Николе у Блектауну, Сиднеј.
У Сиднеју је завршио основну и средњу школу. Богословију Светог Петра Цетињског је уписао 1995. По завршетку богословије 2003. уписује Богословски институт Православног богословског факултета у Београду на којем је дипломирао 2005. Послије завршетка Богословског института враћа се у Аустралију гдје постаје искушеник у манастиру Светог Саве Нови Каленић код Канбере. У том својству 2006. одлази на послушање у нововаспостављену Епархију ваљевску. Убрзо потом наставља своје богословско усавршавање у Русији уписом студија на Московској духовној академији у Лаври Светог Сергија — Сергијев Посад.
По дипломирању на Московској духовној академији (2009) ту наставља научно усавршавање писањем кандидатске дисертације на тему Антропологија Преподобног Јустина Поповића. Дисертацију успјешно брани крајем 2010, а одбраном рада добија високо богословско-научно звање Руске православне цркве — кандидат богословља. Архијерејском десницом епископа ваљевског г. Милутина замонашен је у чин мале схиме, дана 18. децембра 2010, на дан Светог Саве Освећеног у манастиру Ваведења Пресвете Богородице — Пустиња. Наредног дана, поред моштију Светог Николаја Српског у Лелићу, рукоположен је у чин јерођакона. Године 2012. уписује магистарске студије на Грчком богословском факултету Светог Андреја Првозваног под јурисдикцијом Васељенске патријаршије у родном граду Сиднеју. Послије завршетка студија рукоположен је у свештени чин јеромонаха, а исте године добија и звање протосинђела.

## Епископ
Крајем 2015. године епископ ваљевски Милутин је поставио оца Силуана за архијерејског намјесника првог ваљевског. На тој дужности га је затекао избор за епископа Митрополије аустралијско-новозеландске на редовном мајском засједању Светог архијерејског сабора, дана 26. маја 2016. Дотадашњи епископ аустралијско-новозеландски Иринеј је изабран за епископа источноамеричког.
У чин епископа хиротонисан је у Саборној цркви у Београду 7. августа 2016. године. Чин наречења обављен је претходног дана.